# Trimulyo (Kayen)
Trimulyo is een bestuurslaag in het regentschap Pati van de provincie Midden-Java, Indonesië. Trimulyo telt 5412 inwoners (volkstelling 2010).